# Die humane Krankenschwester

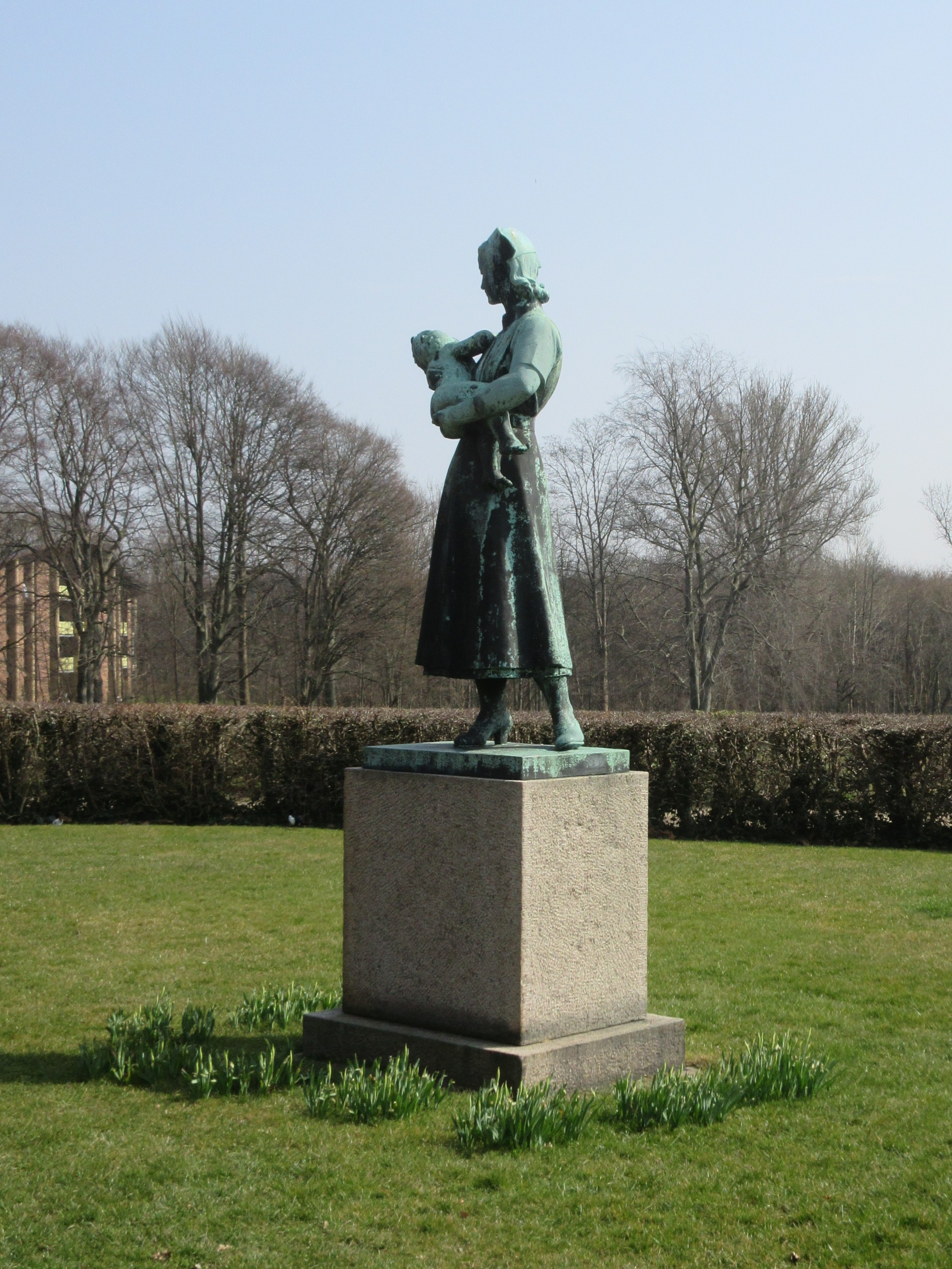
Denkmal Die Humane Krankenschwester

Die Humane Krankenschwester (dänisch: Den Humane Sygeplejerske) ist ein Denkmal von Jens Jacob Bregnø für die dänischen Krankenschwestern, das vor dem Bispebjerg-Krankenhaus in Kopenhagen steht. Es wurde 1941 enthüllt und zeigt eine Krankenschwester in Uniform, die ein etwas widerspenstiges Kleinkind in den Armen hält.

## Geschichte
Das Bispebjerg-Krankenhaus wurde 1913 eingeweiht. Das Denkmal war eine Spende der Stiftung zur Förderung der Kunst (Fonden til kunstneriske Formaals Fremme), die mit Mitteln aus dem Goldschmidt-Stipendium zur Verschönerung Kopenhagens (Fhv. Grosserer og Farver B. Goldschmidts Legat til Københavns Forskønnelse) die Summe von 12.500 DKK für die Errichtung des Denkmals aufbrachte. Der Entwurf stammt von Jens Jacob Bregnø. Er fand das Modell für die Statue beim Studium von Gruppenfotos der examinierten Krankenschwestern des Kopenhagener Stadtkrankenhauses aus dem Jahr 1938 und wählte Pia Kappel, geborene Togeby (1910–2004), wegen ihrer „plastischen Erscheinung“. Die Statue wurde am 1. September 1941 enthüllt, dem 65. Jahrestag der Einführung der ersten Berufsausbildung für Krankenschwestern in Dänemark. Die Art und Weise, wie die Krankenschwester den Säugling hält, stieß auf Kritik, da sie den Kopf nicht stützt. Bregnø erklärte, er habe sich bewusst für die Darstellung eines widerspenstigen Kindes entschieden, um einen allzu kitschigen Ausdruck zu vermeiden.

## Beschreibung
Das Denkmal steht an der Südseite der Straße Bispebjerg Bakke mit dem Lersø Park im Hintergrund und gegenüber dem alten Haupteingang des Bispebjerg Krankenhauses auf der anderen Straßenseite. Es besteht aus der Bronzestatue einer Krankenschwester, die auf einem Sockel aus Bornholmer Granit steht. Das Denkmal misst etwa 331 × 125 × 95 Zentimeter. Die Statue ist 220 Zentimeter hoch.
Die Statue stellt eine junge Krankenschwester dar, die einen Säugling auf dem Arm hält. Sie trägt eine Krankenschwesterntracht, die aus einem kurzärmeligen Kleid, einer Schürze, einer Haube und geschlossenen Schuhen mit langen Hälsen besteht.